# Lac Brécourt
Lac Brécourt är en sjö i Kanada.   Den ligger i regionen Abitibi-Témiscamingue och provinsen Québec, i den sydöstra delen av landet, 300 km norr om huvudstaden Ottawa. Lac Brécourt ligger 402 meter över havet. Arean är 11,0 kvadratkilometer. Den sträcker sig 7,6 kilometer i nord-sydlig riktning, och 9,6 kilometer i öst-västlig riktning.
I omgivningarna runt Lac Brécourt växer i huvudsak blandskog. Trakten runt Lac Brécourt är nära nog obefolkad, med mindre än två invånare per kvadratkilometer.